# The Longest Day
The Longest Day és un pel·lícula estatunidenca de 1962 dirigida per Ken Annakin, Andrew Marton, Gerd Oswald i Bernhard Wicki.

## Argument

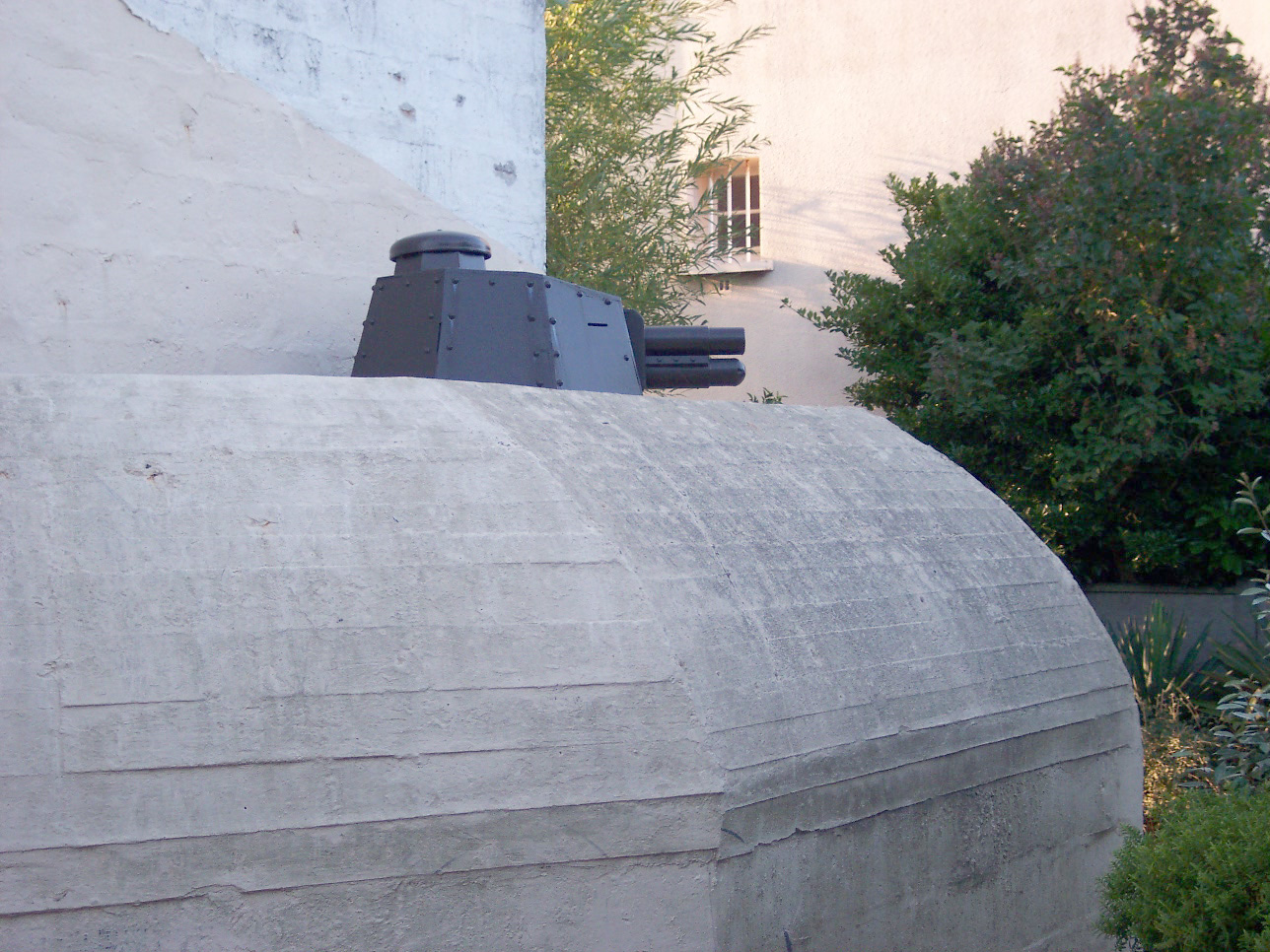
Defenses alemanyes conservades a la platja de Ouistreham a Normandia (França).

La pel·lícula narra diferents històries que van succeir entre el 5 de juny de 1944 i el 6 de juny d'aquell any, al voltant del desembarcament de Normandia. La pel·lícula va ser adaptada per Romain Gary, James Jones, David Pursall, Cornelius Ryan i Jack Seddon a partir del llibre que Cornelius Ryan havia escrit.
La gran majoria de militars i consultors de la pel·lícula van viure el dia D a la seva pròpia pell, i es mostren els seus personatges a la pel·lícula. Els productors es van entrevistar amb gent de totes dues bandes, entre ells Günther Blumentritt (ex general alemany), James M. Gavin (general estatunidenc) i Philippe Kieffer qui va dirigir l'assalt a Ouistreham, Max Pemsel (un general alemnay), Werner Pluskat (major de l'exèrcit alemany que va ser el primer a veure les tropes d'invasió marítimes) i Josef "Pips" Prille (Pilot de la Luftwaffe).
Una altra de les característiques de la pel·lícula, és que a la versió original tots parlen el seu idioma, situació que va ser eliminada en la versió doblada al castellà. Els estereotips nazis va ser eliminats de manera que es va intentar enfocar el conflicte des d'una perspectiva més humana. Paraules com «Sieg Heil» no surten a la pel·lícula tot i estar escrites per exemple en un bunker a Ouistreham.
Una altra història certa és la d'un paracaigudista de St.Mere Eglise que va quedar penjat vuit hores a la torre del campanar, per poder escapar d'una mort segura. A aquesta bonica població bretona hi ha un ninot paracaigudista permanentment penjat.

## Repartiment

### Estatunidencs
| Actor           | Paper                                                                                                |
| --------------- | --- |
| Eddie Albert    | Coronel Thompson, 29a Divisió d'Infanteria                                                           |
| Paul Anka       | U.S. Ranger                                                                                          |
| Richard Beymer  | Private Arthur 'Dutch' Schultz, 82a Divisió Aerotransportada                                         |
| Red Buttons     | Private John Steele, 82a Divisió Aerotransportada                                                    |
| Ray Danton      | Capità Frank                                                                                         |
| Fred Dur        | Major U.S. Ranger                                                                                    |
| Fabian Forte    | U.S. Ranger                                                                                          |
| Mel Ferrer      | Major General Robert Haines                                                                          |
| Henry Fonda     | Brigadier General Theodore Roosevelt Jr., 2n al Comandament de la 4a Divisió d'Infanteria            |
| Steve Forrest   | Capità Harding, 82a Divisió Aerotransportada                                                         |
| Henry Grace     | General Dwight D. Eisenhower, Comandant Suprem Aliat                                                 |
| Peter Helm      | GI                                                                                                   |
| Jeffrey Hunter  | Sergent (després Lt.) John H. Fuller                                                                 |
| Alexander Knox  | Tinent General Walter Bedell Smith, Cap d'Estat Major del SHAEF                                      |
| Dewey Martin    | Private                                                                                              |
| Roddy McDowall  | Private Morris, 4a Divisió d'Infanteria                                                              |
| John Meillon    | Almirall Alan G. Kirk, Comandant Suprem Naval estatunidenc                                           |
| Sal Mineo       | Private Martini                                                                                      |
| Robert Mitchum  | Brigadier General Norman Cota, Asst. Comandant de la 29a Divisió d'Infanteria                        |
| Edmond O'Brien  | Major General Raymond O. Barton, Comandant de la 4a Divisió d'Infanteria                             |
| Ron Randell     | Joe Williams                                                                                         |
| Robert Ryan     | Brigadier General James M. Gavin, Asst. Comandant de la 82a Divisió Aerotransportada                 |
| Tommy Sands     | U.S. Ranger                                                                                          |
| George Segal    | U.S. Ranger                                                                                          |
| Rod Steiger     | Comandant de destructor                                                                              |
| Nicholas Stuart | Tinent General Omar N. Bradley, Comandant del Primer Exèrcit estatunidenc                            |
| Tom Tryon       | Tinent Wilson, 82a Divisió Aerotransportada                                                          |
| Robert Wagner   | U.S. Ranger                                                                                          |
| John Wayne      | Tinent Coronel Benjamin Vandervoort, Comandant 2n Batalló, 505è Regiment d'Infanteria Paracaigudista |
| Stuart Whitman  | Tinent Sheen, 82a Divisió Aerotransportada                                                           |

### Britànics
| Actor                  | Paper                                                                                    |
| ---------------------- | ---------------------------------------------------------------------------------------- |
| Patrick Barr           | Capità de Grup J.M. Stagg                                                                |
| Richard Burton         | Oficial de Vol David Campbell                                                            |
| Bryan Coleman          | Ronald Callen                                                                            |
| Sean Connery           | Private Flanagan                                                                         |
| Leslie de Laspee       | Private Bill Millin, Commando N. 4 (Gaiter a la platja)                                  |
| Frank Finlay           | Private Coke, 2n Oxford & Bucks L.I.                                                     |
| Leo Genn               | Brigadier Edwin P. Parker Jr.                                                            |
| Harold Goodwin         | Private, 2n Oxford & Bucks L.I.                                                          |
| John Gregson           | Capellà militar britànic 6a Divisió Aerotransportada                                     |
| Donald Houston         | Pilot de la RAF a la base                                                                |
| Simon Lack             | Mariscal en Cap de l'Aire Trafford Leigh-Mallory, Comandant de les Forces Aèries Aliades |
| Peter Lawford          | Brigadier Lord Lovat, Comandant 1a Brigada de Servei Especial                            |
| Howard Marion-Crawford | Dr. Vaughan, 2n Oxford & Bucks L.I.                                                      |
| Michael Medwin         | Private Watney, 3a Divisió d'Infanteria                                                  |
| Kenneth More           | Capt. Colin Maud Comandant de Platja de la Royal Navy                                    |
| Louis Mounier          | Mariscal de l'Aire Arthur William Tedder, Adjunt al Comandant Suprem Aliat               |
| Leslie Phillips        | oficial de la Royal Air Force                                                            |
| Trevor Reid            | General Bernard Montgomery, Comandant de les Forces Terrestres Aliades                   |
| John Robinson          | Almirall Bertram Ramsay, Comandant de les Forces Navals Aliades                          |
| Norman Rossington      | Private Clough                                                                           |
| Richard Todd           | Major John Howard, CO 2n Oxford & Bucks L.I.                                             |
| Richard Wattis         | oficial paracaigudista, 6a Divisió Aerotransportada                                      |

### Francesos
| Actor               | Paper                                                                           |
| ------------------- | ------------------------------------------------------------------------------- |
| Arletty             | Madame Barrault                                                                 |
| Jean-Louis Barrault | Pare Louis Roulland                                                             |
| André Bourvil       | Batlle de Colleville                                                            |
| Pauline Carton      | Muller                                                                          |
| Irina Demick        | Janine Boitard (Resistència Francesa)                                           |
| Fernand Ledoux      | Louis                                                                           |
| Christian Marquand  | Capità de Fragata Philippe Kieffer Comandant dels comando de la Marina Francesa |
| Madeleine Renaud    | Mare Superiora                                                                  |
| Georges Rivière     | Sergent Guy de Montlaur                                                         |
| Jean Servais        | Contraalmirall Janjard                                                          |
| Georges Wilson      | Alexandre Renaud                                                                |

### Alemanys
| Actor                    | Paper                                                                  |
| ------------------------ | ---------------------------------------------------------------------- |
| Hans Christian Blech     | Major Werner Pluskat, 352a Divisió d'Infanteria                        |
| Wolfgang Büttner         | Generalleutnant Dr. Hans Speidel, cap d'estat major, Grup d'Exèrcits B |
| Gert Fröbe               | Unteroffizier "Kaffeekanne" (pot de cafè)                              |
| Paul Hartmann            | Generalfeldmarschall Gerd von Rundstedt, Comandant OB West             |
| Werner Hinz              | Generalfeldmarschall Erwin Rommel, Comandant Grup d'Exèrcits B         |
| Karl John                | Generalleutnant Wolfgang Häger                                         |
| Curd Jürgens             | General der Infanterie Günther Blumentritt, cap d'estat major, OB West |
| Til Kiwe                 | Hauptmann Helmuth Lang, ajudant de Rommel                              |
| Wolfgang Lukschy         | Generaloberst Alfred Jodl, cap d'estat major, OKW                      |
| Kurt Meisel              | Ernst Düring                                                           |
| Richard Münch            | General der Artillerie Erich Marcks, Comandant LXXXIV Cos d'Exèrcit    |
| Hartmut Reck             | Bernhard Bergsdorf                                                     |
| Heinz Reincke            | Oberst Josef Priller, Comandant JG 26                                  |
| Ernst Schröder           | Generaloberst Hans von Salmuth, Comandant del 15è Exèrcit              |
| Heinz Spitzner           | Helmuth Meyer                                                          |
| Wolfgang Preiss          | Generalmajor Max Pemsel cap d'intel·ligència, 7è Exèrcit               |
| Peter van Eyck           | Oberstleutnant Ocker, cap d'operacions de la Luftwaffe, OB West        |
| Vicco "Loriot" von Bülow | Ajudant del Cap de la Luftwaffe.                                       |

## Anecdotari
- El sergent "Kaffeekanne" rebia aquest sobrenom de l'alemany "Tassa de cafè" la qual sempre portava a sobre.
- Bill Millin, el músic que toca la gaita acompanyant les forces escoceses de Lord Lovat a Normandia, va ser realment el gaiter del grup durant el dia D. Lord Lovat va ignorar l'ordre d'alta instància en contra els gaiters i s'endugué a Millin a Normandia on va escapar del foc alemany, ja que els altres es pensaven que estava sonat.
- Richard Todd, l'actor que pren el personatge del líder del grup de la British Airbone i que ha d'agafar intacte el pont Pegasus i mantenir-lo fins a ser relevat, era un dels soldats dels EUA que va prendre part en la batalla.
- Curd Jürgens, l'actor que pren el paper del General Blumentritt va ser empresonat per les forces del Tercer Reich durant la seva joventut.
- La pel·lícula compta a un James Bond, Sean Connery que encarna el soldat Flannagan, i a dos enemics de l'agent 007: Curd Jürgens va interpretar l'industrial llunàtic Stromberg a L'espia que em va estimar mentre que Gert Fröbe va interpretar a Auric Goldfinger a "Goldfinger".
- L'ex-president dels EUA Dwight D. Eisenhower, qui era el comandant en cap de les forces aliades durant l'atac va ser proposat com a actor per a fer la pel·lícula en el seu propi paper. L'equip de maquillatge, però va decidir que no era pertinent, ja que era impossible que aparentés l'edat que tenia el 6 de juny de 1944.
- Com hi havia una colónica de nudistes a Corsican plage, molt a prop de la zona de rodatge, es va haver de demanar als nudistes que s'allunyessin de la zona de filmació.

## Lletra de la cançó de la pel·lícula
The Longest Day escrita per Paul Anka:
Many men came here as soldiers
Many men will pass the way
Many men will count the hours
As they live the longest day
Many men are tired and weary
Many men are here to stay
Many men won't see the sunset
When it ends the longest day
The longest day the longest day
This will be the longest day
Filled with hopes and filled with fears
Filled with blood and sweat and tears
Many men the mighty thousands
Many men to victory
Marching on right into battle
In the longest day in history
La cançó és la marxa autoritzada de Le Régiment de la Chaudière, the Canadian Parachute Centre (Centre de paracaigudistes canadencs) i pel former Canadian Airborne Regiment of the Canadian Forces (Veterans de guerra).

## Premis

### Guanyats
- Oscar a la millor fotografia en blanc i negre[2]
- Oscar als millors efectes visuals[2]

### Nominacions
- Oscar a la millor pel·lícula[2]
- Oscar a la millor direcció artística en blanc i negre[2]
- Oscar al millor muntatge[2]